# Iceland International 2006
Die Iceland International 2006 im Badminton fanden vom 9. bis zum 12. November 2006 in Reykjavík statt.

## Sieger und Platzierte
| Disziplin    | Gold                                     | Silber                                | Bronze                                 |
| ------------ | ---------------------------------------- | ------------------------------------- | -------------------------------------- |
| Herreneinzel | Magnus Sahlberg                          | Marco Vasconcelos                     | Jacob Damgaard                         |
| Herreneinzel | Magnus Sahlberg                          | Marco Vasconcelos                     | Pedro Yang                             |
| Dameneinzel  | Ragna Ingólfsdóttir                      | Susan Hughes                          | Kati Tolmoff                           |
| Dameneinzel  | Ragna Ingólfsdóttir                      | Susan Hughes                          | Mette Pedersen                         |
| Herrendoppel | Christopher Bruun Jensen Morten Kronborg | Watson Briggs Andrew Bowman           | Magnús Ingi Helgason Helgi Jóhannesson |
| Herrendoppel | Christopher Bruun Jensen Morten Kronborg | Watson Briggs Andrew Bowman           | Peter Hasbak Morten Spurr Madsen       |
| Damendoppel  | Emma Mason Imogen Bankier                | Tinna Helgadóttir Ragna Ingólfsdóttir | Bing Huang Chloe Magee                 |
| Damendoppel  | Emma Mason Imogen Bankier                | Tinna Helgadóttir Ragna Ingólfsdóttir | Emelie Lennartsson Sophia Hansson      |
| Mixed        | Henri Hurskainen Emma Wengberg           | Andrew Bowman Emma Mason              | Magnús Ingi Helgason Tinna Helgadóttir |
| Mixed        | Henri Hurskainen Emma Wengberg           | Andrew Bowman Emma Mason              | Alexandre Paixão Filipa Lamy           |

## Ergebnisse

### Herreneinzel
- Erick Anguiano –  Daniel Thomsen: 21-15 / 21-16
- Jacob Damgaard –  Holmsteinn Valdimarsson: 21-12 / 21-13
- Hans-Kristian Vittinghus –  Bjarki Stefansson: 21-8 / 21-3
- Magnus Sahlberg –  Einar Oskarsson: 21-7 / 21-5
- Alexandre Paixão –  Christian Bernhard: 21-9 / 21-7
- Christopher Bruun Jensen –  Chris Trenholme: 21-10 / 21-14
- Marco Vasconcelos –  Marco Mondavio: 21-14 / 21-14
- Kristian Midtgaard –  Orri Orn Arnason: 21-16 / 21-12
- Morten Spurr Madsen –  Magnús Ingi Helgason: 21-15 / 21-15
- Craig Goddard –  Daniel Reynisson: 21-3 / 21-17
- Helgi Jóhannesson –  Alexander Sim: 21-16 / 17-21 / 21-10
- Morten Kronborg –  Henri Hurskainen: 22-20 / 21-17
- Giovanni Traina –  Sveinn Sölvason: 21-16 / 21-15
- Pedro Yang –  Njörður Ludvigsson: 21-10 / 21-11
- Atli Jóhannesson –  Taufiq Hidayat Akbar: w.o.
- Klaus Raffeiner –  Erick Anguiano: 21-15 / 21-12
- Jacob Damgaard –  Hans-Kristian Vittinghus: 21-18 / 22-20
- Magnus Sahlberg –  Atli Jóhannesson: 21-12 / 21-6
- Christopher Bruun Jensen –  Alexandre Paixão: 22-20 / 21-12
- Marco Vasconcelos –  Kristian Midtgaard: 18-21 / 24-22 / 21-17
- Craig Goddard –  Morten Spurr Madsen: 21-13 / 21-17
- Morten Kronborg –  Helgi Jóhannesson: 21-18 / 15-21 / 21-17
- Pedro Yang –  Giovanni Traina: 21-17 / 21-12
- Jacob Damgaard –  Klaus Raffeiner: 21-16 / 21-12
- Magnus Sahlberg –  Christopher Bruun Jensen: 21-7 / 21-18
- Marco Vasconcelos –  Craig Goddard: 29-27 / 21-13
- Pedro Yang –  Morten Kronborg: 16-21 / 21-19 / 21-17
- Magnus Sahlberg –  Jacob Damgaard: 21-16 / 21-16
- Marco Vasconcelos –  Pedro Yang: 18-21 / 22-20 / 21-11
- Magnus Sahlberg –  Marco Vasconcelos: 21-16 / 18-21 / 21-11

### Dameneinzel
- Christina Andersen –  Jennifer Coleman: 21-2 / 21-13
- Sophia Hansson –  Hrefna Ros Matthiasdottir: 21-9 / 21-13
- Filipa Lamy –  Emma Wengberg: 21-9 / 21-16
- Kati Tolmoff –  Hanna Maria Gudbjartsdottir: 21-9 / 21-8
- Nanna Brosolat Jensen –  Ana Moura: 21-16 / 21-17
- Silene Zoia –  Karitas Ósk Ólafsdóttir: 18-21 / 21-15 / 21-13
- Helene Nystedt –  Tinna Helgadóttir: 21-11 / 21-9
- Stine Forup –  Thorgerdur Johannsdottir: 21-7 / 21-11
- Ragna Ingólfsdóttir –  Stephanie Romen: 21-8 / 21-10
- Telma Santos –  Katrín Atladóttir: 21-8 / 21-11
- Anne Marie Pedersen –  Snjólaug Jóhannsdóttir: 21-5 / 21-19
- Emelie Fabbeke –  Birgitta Ran Asgeirdsottir: 21-7 / 21-8
- Chloe Magee –  Thorbjorg Kristinsdottir: 21-11 / 21-7
- Mette Pedersen –  Michelle Douglas: w.o.
- Susan Egelstaff –  Christina Andersen: 21-15 / 21-17
- Filipa Lamy –  Sophia Hansson: 21-17 / 21-19
- Kati Tolmoff –  Nanna Brosolat Jensen: 19-21 / 21-14 / 21-11
- Helene Nystedt –  Silene Zoia: 21-12 / 21-4
- Ragna Ingólfsdóttir –  Stine Forup: 21-16 / 21-7
- Anne Marie Pedersen –  Telma Santos: 21-19 / 21-13
- Mette Pedersen –  Emelie Fabbeke: 21-16 / 22-20
- Chloe Magee –  Agnese Allegrini: w.o.
- Susan Egelstaff –  Filipa Lamy: 21-9 / 21-13
- Kati Tolmoff –  Helene Nystedt: 21-18 / 21-14
- Ragna Ingólfsdóttir –  Anne Marie Pedersen: 21-13 / 21-16
- Mette Pedersen –  Chloe Magee: 21-9 / 17-21 / 21-10
- Susan Egelstaff –  Kati Tolmoff: 21-19 / 21-18
- Ragna Ingólfsdóttir –  Mette Pedersen: 21-14 / 21-13
- Ragna Ingólfsdóttir –  Susan Egelstaff: 21-14 / 11-21 / 21-12

### Herrendoppel
- Magnús Ingi Helgason /  Helgi Jóhannesson –  Erick Anguiano /  Pedro Yang: 21-17 / 21-17
- Peter Hasbak /  Morten Spurr Madsen –  Einar Oskarsson /  Daniel Thomsen: 21-8 / 21-7
- Christopher Bruun Jensen /  Morten Kronborg –  Bjarki Stefansson /  Atli Jóhannesson: 21-16 / 21-13
- Magnús Ingi Helgason /  Helgi Jóhannesson –  Orri Orn Arnason /  Holmsteinn Valdimarsson: 21-5 / 25-23
- Peter Hasbak /  Morten Spurr Madsen –  Christian Bernhard /  Marco Mondavio: 21-13 / 21-11
- Andrew Bowman /  Watson Briggs –  Sveinn Sölvason /  Njörður Ludvigsson: 21-11 / 21-18
- Christopher Bruun Jensen /  Morten Kronborg –  Magnús Ingi Helgason /  Helgi Jóhannesson: 21-9 / 21-18
- Andrew Bowman /  Watson Briggs –  Peter Hasbak /  Morten Spurr Madsen: 21-13 / 18-21 / 21-18
- Christopher Bruun Jensen /  Morten Kronborg –  Andrew Bowman /  Watson Briggs: 21-15 / 21-9

### Damendoppel
- Bing Huang /  Chloe Magee –  Snjólaug Jóhannsdóttir /  Hrefna Ros Matthiasdottir: 21-11 / 21-10
- Ragna Ingólfsdóttir /  Tinna Helgadóttir –  Stine Forup /  Mette Pedersen: 21-8 / 21-18
- Hanna Maria Gudbjartsdottir /  Stephanie Romen –  Thorgerdur Johannsdottir /  Thorbjorg Kristinsdottir: 21-16 / 21-18
- Imogen Bankier /  Emma Mason –  Ana Moura /  Telma Santos: 21-17 / 21-9
- Bing Huang /  Chloe Magee –  Birgitta Ran Asgeirdsottir /  Karitas Ósk Ólafsdóttir: 21-10 / 21-11
- Ragna Ingólfsdóttir /  Tinna Helgadóttir –  Federica Panini /  Silene Zoia: 21-7 / 21-11
- Emelie Fabbeke /  Sophia Hansson –  Hanna Maria Gudbjartsdottir /  Stephanie Romen: 21-12 / 21-10
- Imogen Bankier /  Emma Mason –  Bing Huang /  Chloe Magee: 21-19 / 21-15
- Ragna Ingólfsdóttir /  Tinna Helgadóttir –  Emelie Fabbeke /  Sophia Hansson: 21-11 / 21-17
- Imogen Bankier /  Emma Mason –  Ragna Ingólfsdóttir /  Tinna Helgadóttir: 21-16 / 21-19

### Mixed
- Henri Hurskainen /  Emma Wengberg –  Bjarki Stefansson /  Hrefna Ros Matthiasdottir: 21-7 / 21-10
- Magnús Ingi Helgason /  Tinna Helgadóttir –  Daniel Thomsen /  Hanna Maria Gudbjartsdottir: 21-18 / 25-23
- Holmsteinn Valdimarsson /  Karitas Ósk Ólafsdóttir –  Christian Bernhard /  Silene Zoia: 21-19 / 21-17
- Andrew Bowman /  Emma Mason –  Atli Jóhannesson /  Snjólaug Jóhannsdóttir: 21-14 / 21-7
- Orri Orn Arnason /  Birgitta Ran Asgeirdsottir –  Marco Mondavio /  Stephanie Romen: 21-13 / 15-21 / 24-22
- Giovanni Traina /  Federica Panini –  Einar Oskarsson /  Thorgerdur Johannsdottir: 21-10 / 21-6
- Henri Hurskainen /  Emma Wengberg –  Watson Briggs /  Imogen Bankier: 13-21 / 21-15 / 21-16
- Magnús Ingi Helgason /  Tinna Helgadóttir –  Holmsteinn Valdimarsson /  Karitas Ósk Ólafsdóttir: 21-14 / 21-15
- Andrew Bowman /  Emma Mason –  Orri Orn Arnason /  Birgitta Ran Asgeirdsottir: 21-10 / 21-8
- Alexandre Paixão /  Filipa Lamy –  Giovanni Traina /  Federica Panini: 21-12 / 21-14
- Henri Hurskainen /  Emma Wengberg –  Magnús Ingi Helgason /  Tinna Helgadóttir: 21-18 / 24-26 / 21-15
- Andrew Bowman /  Emma Mason –  Alexandre Paixão /  Filipa Lamy: 21-18 / 21-17
- Henri Hurskainen /  Emma Wengberg –  Andrew Bowman /  Emma Mason: 21-19 / 21-16